# 2028 Janequeo
A 2028 Janequeo (ideiglenes jelöléssel 1968 OB1) a Naprendszer kisbolygóövében található aszteroida. Carlos Torres és S. Cofre fedezte fel 1968. július 18-án.